# Bastarden
Bastarden é um filme de drama histórico de 2023 dirigido por Nikolaj Arcel a partir de um roteiro de Arcel e Anders Thomas Jensen. Estrelado por Mads Mikkelsen, Amanda Collin e Simon Bennebjerg acompanhados por Kristine Kujath Thorp, Gustav Lindh, Jakob Lohmann, Morten Hee Andersen, Magnus Krepper e Felix Kramer. É baseado no livro Kaptajnen og Ann Barbara, de Ida Jessen. É uma coprodução entre Dinamarca, Alemanha e Suécia.
Bastarden teve sua estreia mundial em 31 de agosto de 2023 no 80º Festival Internacional de Cinema de Veneza onde concorreu ao Leão de Ouro. Foi selecionado como representante dinamarquês para o Oscar de melhor filme internacional na edição de 2024.

## Sinopse
Em 1755, um pobre soldado veterano com uma pensão modesta, Ludvig Kahlen, chega à árida charneca da Jutlândia para cultivar terras que lhe foram concedidas pelo rei. Ele espera estabelecer um acordo, ganhando assim riqueza e honra. Ele entra em conflito com Frederik De Schinkel, um proprietário de terras impiedoso que vem tentando monopolizar a propriedade da saúde.
Confrontado com pouca mão-de-obra disponível, Ludvig enfrenta Johannes Eriksen, um dos servos de Frederik que quebrou o seu contrato e fugiu dos maus-tratos de Frederik, e a sua esposa Ann Barbara. Ele também contrata vagabundos "Taters" (um ramo dos Romani) como trabalhadores, embora a prática seja ilegal.
Frederik faz de tudo para expulsar Kahlen da terra e realizar uma vingança cruel. Kahlen enfrenta teimosamente a batalha desigual e arrisca sua vida e seus laços com a pequena e problemática família que cresceu ao seu redor na charneca.

## Elenco
- Mads Mikkelsen como Ludvig Kahlen
- Amanda Collin como Ann Barbara
- Simon Bennebjerg como Frederik de Schinkel
- Melina Hagberg como Anmai Mus
- Kristine Kujath Thorp como Edel Helene
- Gustav Lindh como Anton Eklund
- Morten Hee Andersen como Johannes Eriksen
- Thomas W. Gabrielsson como Bondo
- Magnus Krepper como Hector
- Søren Malling como Paulli
- Morten Burian como Lauenfeldt
- Jacob Lohmann como Trappaud
- Olaf Højgaard como Preisler
- Felix Kramer[9]

## Produção
A filmagem começou em 5 de setembro de 2022 e terminou no início de novembro do mesmo ano. Foi filmado em locações na Alemanha, Suécia, e Tchéquia.

## Lançamento
Bastarden teve sua estreia mundial em 31 de agosto de 2023 no 80º Festival Internacional de Cinema de Veneza, para ser exibida em 7 de setembro de 2023 no 48º Festival Internacional de Cinema de Toronto. Também foi convidado para o 28º Festival Internacional de Cinema de Busan na seção 'Cinema Mundial' e foi exibido em 6 de outubro de 2023.
Foi lançado comercialmente em 5 de outubro de 2023, nos cinemas dinamarqueses.

## Recepção crítica
No site agregador de resenhas Rotten Tomatoes, 83% das 18 resenhas dos críticos são positivas, com uma classificação média de 6,8/10. O Metacritic, que usa uma média ponderada , atribuiu ao filme uma pontuação de 74 em 100, com base em 9 críticos, indicando críticas "geralmente favoráveis".